# Parc Aleksandra Siltanen
Le parc Aleksandra Siltanen (finnois : Aleksandra Siltasen puisto) est un parc du quartier de Tampella à  Tampere en Finlande,.

## Présentation
Le parc Aleksandra Siltanen est un parc, situé sur la rive est des rapides Tammerkoski, qui a été construit de la fin des années 1990 au début des années 2010.
Le pont de la piste du palais enjambant les Tammerkoski donne accès au parc.
Le parc porte le nom d'une employée de l'usine de Tampella. 
Au nord du parc se trouve le parc Otto Gustafsson.